# 知人駅

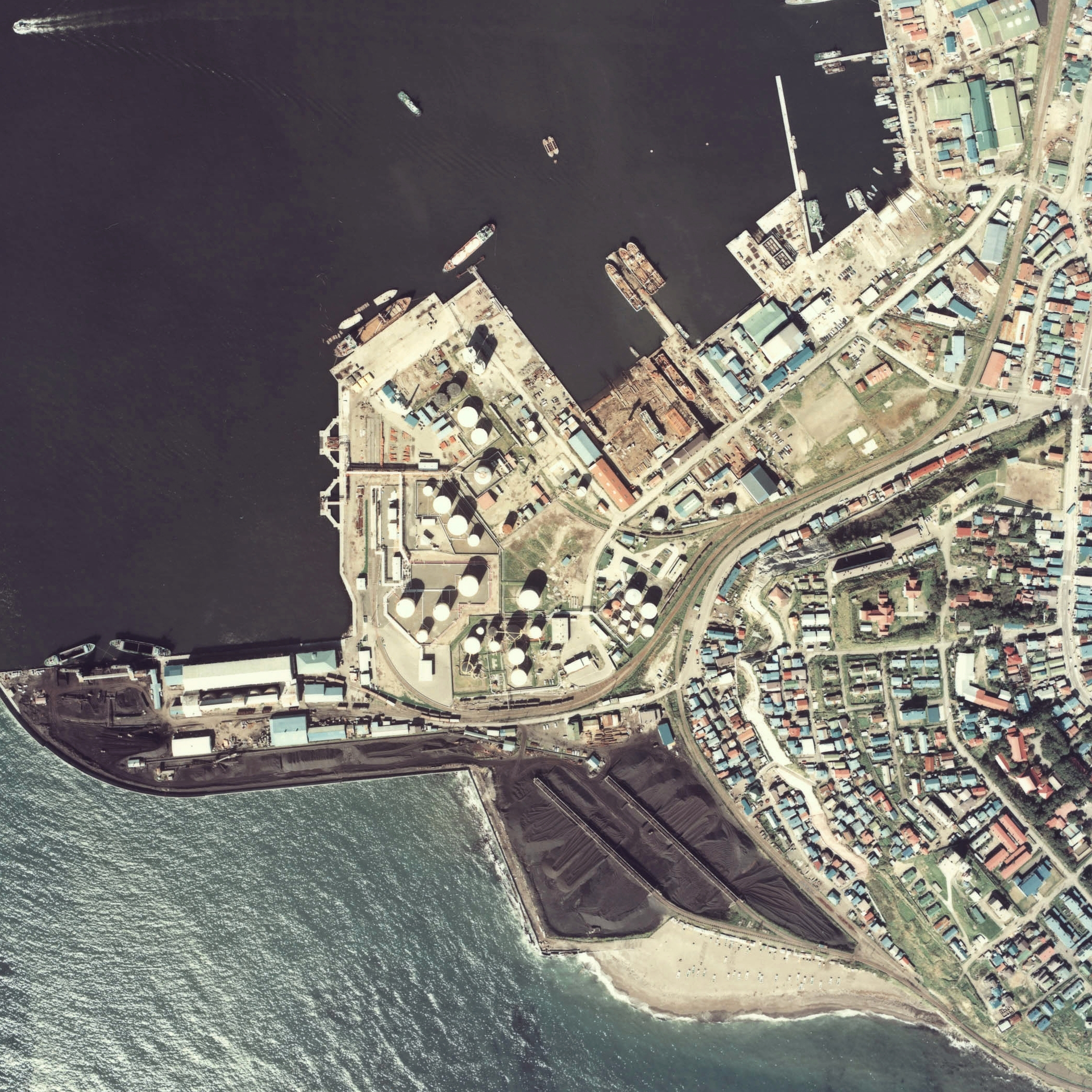
1977年の釧路臨港鉄道 知人駅と臨港駅、南埠頭と周囲約1 km範囲。右下、貯炭場の荷卸線分岐より少し上の、本線複線間に焦茶色の線で島式ホーム状に見える辺りが知人駅で、駅舎はその右上の水色屋根の建物。右上、やはり本線複線間に白く島式ホーム状に見える辺りが臨港駅で、駅舎はその右の水色屋根の建物で、駅前に小さなロータリーが見える。左側に釧路港南埠頭があり、先端の太平洋炭礦の専用船着場の手前に小野田セメント（現太平洋セメント）の工場があって、手前の油槽所と共に専用線が引き込まれている。かつては臨港駅から手前の漁港前の道路脇に、大洋漁業の工場前まで専用線が引かれていたが、既に撤去されて軌道跡は草生している。この時点では、臨港駅から先の入舟町駅までの利用は、一部を除いて殆んど停止されていた。

知人駅（しれとえき）は、北海道釧路市知人町（しりとちょう）にあった、太平洋石炭販売輸送臨港線の駅。
貨物専用駅であり、石炭輸送列車が発着していた。地上駅。

## 歴史

### 年表
- 1925年（大正14年）2月11日：釧路臨港鉄道春採駅 - 当駅間開通に伴い開業[1]。
- 1926年（大正15年）2月1日：旅客営業を開始。
- 1963年（昭和38年）11月1日：旅客営業廃止。再び貨物専用駅となる。
- 1979年（昭和54年）4月30日：太平洋石炭販売輸送の駅となる。
- 2019年（平成31年・令和元年）
  - 3月31日：運転休止[2]。
  - 6月30日：廃止。

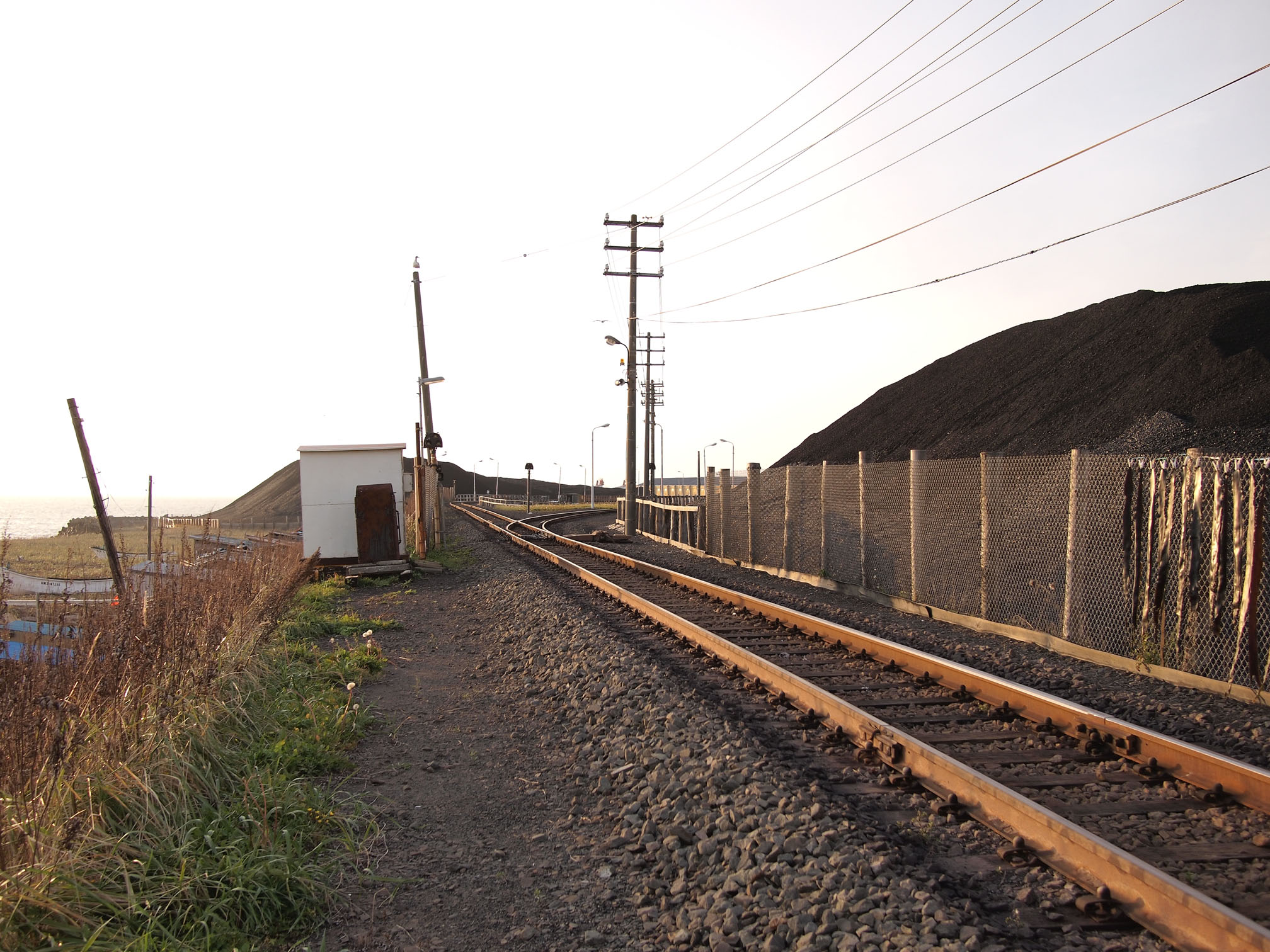
構内（2011年11月）
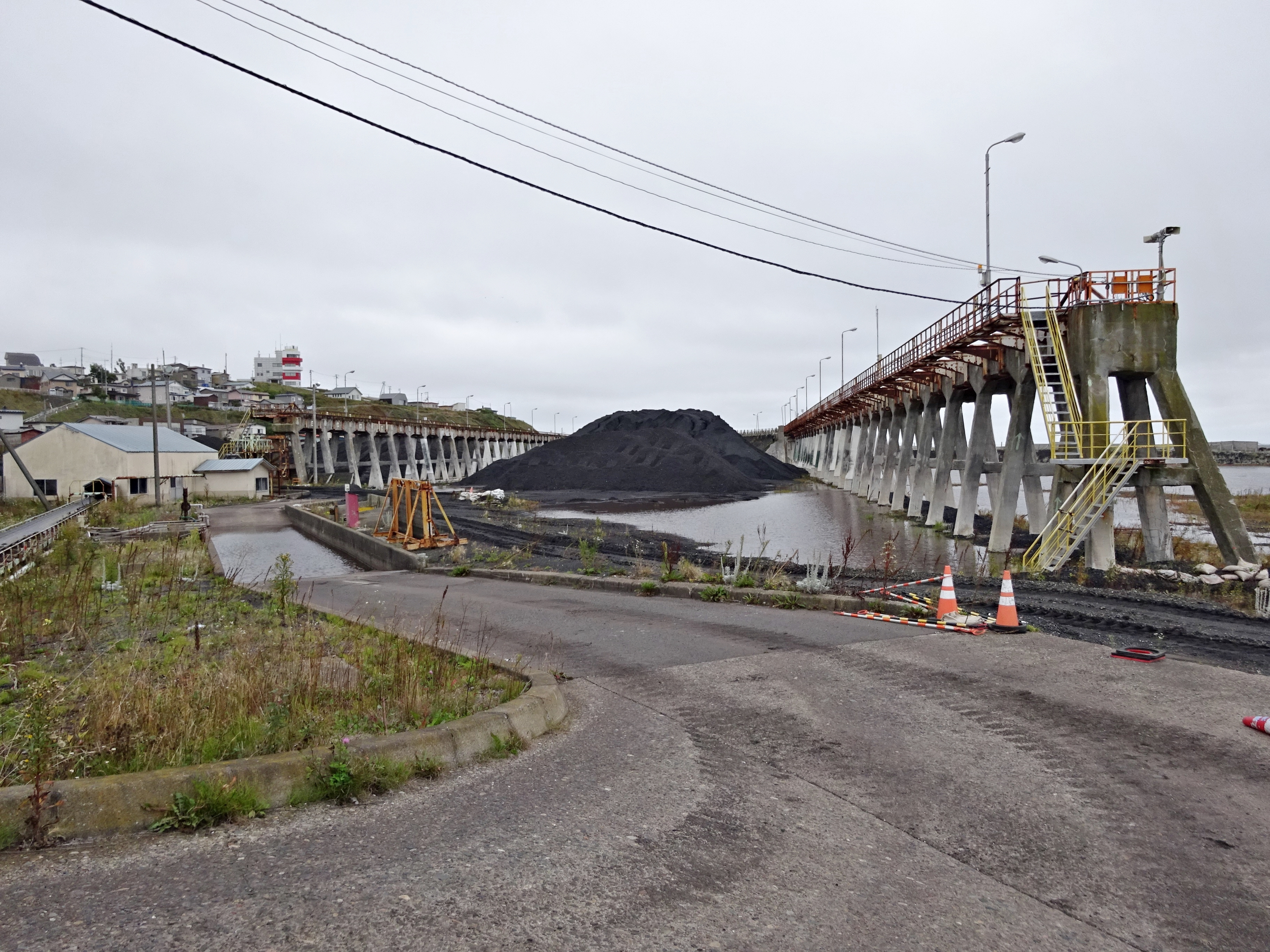
知人駅末端の石炭投下場

### 駅名の由来
地名より。知人岬のことを指すアイヌ語「シレトゥ（sir-etu）」（地の・鼻、転じて「岬」の意）に由来する。

## 駅周辺
- 釧路埼灯台
- 釧路南大通郵便局
- 釧路港東港区南埠頭
- 北海道道25号釧路港線

### 廃止時
太平洋石炭販売輸送
臨港線
春採駅 - 知人駅

### 旅客営業当時
釧路臨港鉄道
臨港線
米町駅 - 知人駅 - 真砂町駅
なお、城山駅より9.4キロ、春採駅より3.9キロ。